# شريفة كيرسيت
شريفة كيرسيت   من مواليد (1 يناير 1967) في مدينة خنيفرة هي مغنية تموايت أمازيغية من الأطلس المتوسط بالمغرب. يتميز أسلوبها الغنائي في الأغنية الأمازيغية بالطابع اللحني، الذي ترافقه أوتار الكمان أو البندير.

## حياتها الفنية
ولدت شريفة كيرسيت من عائلة تتكون من ستة عشر طفلا في قرية تازروت المغربية شمال المملكة من قبيلة زايان بخنيفرة، ولكون المنطقة من منطقة ريفية ونائية أنذاك فلم تتح لها فرصة الذهاب إلى المدرسة،
بدأت مسيرة شريفة الفنية في أوائل الثمانينيات (1980)،رفقة ٱثنين من عمالقة الموسيقى الأمازيغية الحديثة، أمثال محمد رويشة ومحمد مغني. لتطرح أول ألبوماتها الموسيقية باللغة الأمازيغية البلوز البربري في عام 2002.
في عام 2008، حصلت شريفة مع حادة أوعكي والرايس أحمد بيزماون، على جائزة الثقافة الأمازيغية التي يمنحها المعهد الملكي للثقافة الأمازيغية, شاركت كريسيت في حفلات ومهرجانات دولية ومغربية عديدة كمهرجان مونفيست (لالة تاكركوست) في عام 2011، ومهرجان مرزوكة الدولي للموسيقى العالمية في عام 2012، ومهرجان الموسيقى الروحية في عام 2012 و2013 و2015.

## أعمالها
- 2002 : Berbère blues

## حفلات ومهرجانات
- إسبانيا مهرجان الموسيقى الدينية والتقليدية بحوض البحر الابيض المتوسط.[2]
- 2011 :مهرجان مونفيست (لالة تاكركوست).
- 2012 : مهرجان مرزوكة الدولي للموسيقى العالمية.
- 2012 - 2013 - 2015 : مهرجان الموسيقى الروحية.